# 8819 Крісбонді
8819 Крісбонді (8819 Chrisbondi) — астероїд головного поясу, відкритий 14 вересня 1985 року.
Тіссеранів параметр щодо Юпітера — 3,292.